# Velika nagrada Monaka 1935
Velika nagrada Monaka 1935 je bila neprvenstvena dirka Grandes Épreuves v sezoni 1935. Odvijala se je 22. aprila 1935 v Monaku.

## Poročilo

### Pred dirko
Moštvi Auto Union in Automobiles Ettore Bugatti se nista udeležili prve pomembnejše dirke sezone. Na kvalifikacijskih treningih je bil Rudolf Caracciola v odlični formi in osvojil najboljši štartni položaj s časom 1:56,6, Manfred von Brauchitsch je bil ponovno popolnoma nared za dirkanje in je šele spoznaval stezo na treningih, vseeno pa je osvojil drugo štartno mesto s časom 1:57,0, popolno Mercedesovo prvo štartno vrsto pa je s časom 1:57,3 zaključil Luigi Fagioli. Scuderia Subalpina je imela pripravljen le en dirkalnik Maserati 6C-34, ker so drugega posodili Ginu Roveru za Giuseppeja Farino. Goffredo Zehender je tako dirkal le z izboljšano 3,2 L verzijo starega dirkalnika Maserati 8CM. Vsi Ferrarijevi dirkalniki so bili opremljeni z novim zadnjim vzmetenjem z eliptičnimi vzmetmi in hidravličnimi blažilci.

### Dirka
Po štartu je povedel Fagioli, ki so mu sledili Caracciola, René Dreyfus, Tazio Nuvolari, Philippe Étancelin, Louis Chiron in Antonio Brivio. Von Brauchitsch ni mogel potrditi dobre forme, ki jo je kazal na treningih, saj je že po enem krogu odstopil z okvarjenim menjalnikom. Fagioli je vozil na polno in že po petih krogih je imel polminutno prednost pred Caracciolo, ki je imel tudi kar nekaj prednosti pred ostalimi dirkači. Ferrarijevi dirkači so bili vsi v težavah zaradi novih hidravličnih zavor. Po dvajsetih krogih je vodilnima Mercedesovima dirkačema sledil Dreyfus, ki je imel sedemsekundno prednost pred Étancelinom, krog kasneje je odstopil Farina z novim dirkalnikom. 
Do tridesetega kroga se je Étancelin prebil na tretje mesto in se začel oddaljevati od Dreyfusa, Brivia in Nuvolarija ter v naslednjih krogih začel celo loviti drugouvrščenega Caracciolo. Nuvolari je zaradi težav z zavorami dirkalnik predal Carlu Feliceju Trossiju. V devetinštiridesetem krogu je tretjeuvrščeni Francoz v ovinku Gasometre (zdaj Rascasse) po notranji strani tudi prehitel Nemca in se prebil na drugo mesto. Caracciola mu je odgovoril in uspel Étancelina prehiteti v šesinpetdesetem krogu na klancu proti Kazinoju. Tako dirkanje na naž se je pokazalo za pogubno za oba dirkača, saj je Caracciola v šestdesetem krogu odstopil zaradi okare ventila, Étancelin pa je moral po težavah z zavorami in pritiskom olja spustiti Dreyfusa in Brivia mimo. Ferrarijevi dirkači niso več mogli ogroziti vodilnega Fagiolija, ki je zmagal po vodstvu od štarta do ciljam, kar mu je uspelo kot prvemu dirkaču na dirki za Veliko nagrado Monaka. Na drugem mestu je ostal Dreyfus, na tretjem Brivio, četrti je bil Étancelin, peti pa Chiron, ki mu je dva kroga pred koncem ravno pred boksi zmanjkalo goriva, a je lahko končal dirko.

## Rezultati

### Dirka
| Poz | Št | Dirkač                             | Moštvo             | Dirkalnik          | Krogi | Čas/Odstop | Št. m. |
| --- | -- | ---------------------------------- | ------------------ | ------------------ | ----- | ---------- | ------ |
| 1   | 4  | Luigi Fagioli                      | Daimler-Benz AG    | Mercedes-Benz W25B | 100   | 3:23:49,8  | 3      |
| 2   | 18 | René Dreyfus                       | Scuderia Ferrari   | Alfa Romeo P3      | 100   | + 31,5 s   | 4      |
| 3   | 22 | Antonio Brivio                     | Scuderia Ferrari   | Alfa Romeo P3      | 100   | + 1:06,4   | 6      |
| 4   | 24 | Philippe Étancelin                 | Scuderia Subalpina | Maserati 6C-34     | 99    | +1 krog    | 9      |
| 5   | 16 | Louis Chiron                       | Scuderia Ferrari   | Alfa Romeo P3      | 97    | +3 krogi   | 7      |
| 6   | 14 | Raymond Sommer                     | Privatnik          | Alfa Romeo P3      | 94    | +6 krogov  | 8      |
| 7   | 26 | Goffredo Zehender                  | Scuderia Subalpina | Maserati 8CM       | 93    | +7 krogov  | 10     |
| 8   | 32 | Luigi Soffietti                    | Privatnik          | Maserati 8CM       | 91    | +9 krogov  | 13     |
| Ods | 2  | Rudolf Caracciola                  | Daimler-Benz AG    | Mercedes-Benz W25B | 65    | Motor      | 1      |
| Ods | 10 | José María de Villapadierna        | Privatnik          | Maserati 8CM       | 65    | Trčenje    | 15     |
| Ods | 20 | Tazio Nuvolari Carlo Felice Trossi | Scuderia Ferrari   | Alfa Romeo P3      | 53    | Zavore     | 5      |
| Ods | 8  | Earl Howe                          | Privatnik          | Bugatti T59        | 34    | Zavore     | 12     |
| Ods | 30 | Giuseppe Farina                    | Gino Rovere        | Maserati 6C-34     | 21    | Ventil     | 11     |
| Ods | 28 | Piero Dusio                        | Scuderia Subalpina | Maserati 8CM       | 3     | Trčenje    | 14     |
| Ods | 6  | Manfred von Brauchitsch            | Daimler-Benz AG    | Mercedes-Benz W25B | 1     | Menjalnik  | 2      |